# ويليام بي. بلونت
ويليام بي. بلونت (بالإنجليزية: William B. Blount)‏ هو مصرفي الاستثمار ‏ أمريكي، ولد في 1954.